# Bezeten stad
Bezeten stad (Engelse titel Salem's Lot) is het tweede boek geschreven door Stephen King, in 1975, en de Nederlandse vertaling volgde in 1982 (een herziening in 2003). Het stadje waar het verhaal zich afspeelt komt terug in twee korte verhalen van Stephen King ('Jerusalems Lot' en 'Een afzakkertje') uit de verhalenbundel "Satanskinderen" (Engelse titel Nightshift).

## Het verhaal
Het verhaal gaat over schrijver Ben Mears die na het overlijden van zijn vrouw terugkeert naar Jerusalem's Lot, het dorp waar hij is opgegroeid. In het dorp sluit hij vriendschap met de leraar Matt Burke en Susan Norton, een net afgestudeerde jonge vrouw. 
Ben is van plan een boek te schrijven over het Marstenhuis, een verlaten villa waar hij als kind eens een nare ervaring had. Ben komt erachter dat het huis recentelijk is gekocht door een mijnheer Straker en een mijnheer Barlow die een antiekwinkel willen beginnen in het centrum van het dorp. Niet lang na de aankomst van de twee mannen beginnen er dorpsbewoners te verdwijnen en anderen op onverklaarbare wijze te sterven en vampiers te worden.
'Bezeten stad' is een modern horrorverhaal dat later verfilmd werd als miniserie (1979, met onder andere David Soul) en waar een remake van werd gemaakt die in Europa werd uitgebracht. In 1987 volgde de film A Return to Salem's Lot.
In 2004 volgde een televisieserie getiteld Salem's Lot met in de hoofdrollen Rob Lowe, Donald Sutherland en Rutger Hauer.